# Cyclaspis pusilla
Cyclaspis pusilla är en kräftdjursart som beskrevs av Sars 1886. Cyclaspis pusilla ingår i släktet Cyclaspis och familjen Bodotriidae. Inga underarter finns listade i Catalogue of Life.